# Sidi Ali (Mostaganem)
Pour les articles homonymes, voir Sidi Ali.
 (octobre 2010).
Si vous disposez d'ouvrages ou d'articles de référence ou si vous connaissez des sites web de qualité traitant du thème abordé ici, merci de compléter l'article en donnant les références utiles à sa vérifiabilité et en les liant à la section « Notes et références ».
Sidi Ali, anciennement Cassaigne pendant la colonisation française, est une commune de la wilaya de Mostaganem, dans le nord de l'Algérie.

## Géographie

### Urbanisation
Sidi Ali a une structure urbaine géométrique.

## Toponymie
La ville de Sidi Ali doit son nom à un saint personnage musulman : Sidi Ali El-Ketroussi, beau fils de Sidi Afif El-Maghraoui, qui auraient vécu au XVe siècle, fuyant l'Andalousie pour enfin s'installer au sein de la tribu berbère Maghraoua du Dahra qui les accueilli. Aujourd'hui, deux mausolées s'élèvent dans la région en leur mémoire .

## Histoire

### Époque coloniale française
La ville est nommée Cassaigne durant la période de l'Algérie française en hommage au colonel Cassaigne. Depuis l'indépendance de l'Algérie, la ville porte le nom du Saint de la ville[réf. nécessaire] Sidi-Ali.

#### Guerre d'Algérie
"LA 31 OCTOBRE à SIDI ALI
Ce dimanche 31 octobre 1954, à la tombée de la nuit, un groupe de révolutionnaires sous les ordres de Sahraoui et Belhamiti se réunit au lieu-dit "Oued Abid". Sahraoui dispose d'armes de guerre (3 carabines italiennes, un fusil mauser et des munitions) qui lui ont été procurées par Bordji Amar. Cette réunion a pour but l'organisation d'une attaque qui doit être déclenchée à une heure du matin. Tous se réunissaient vers le centre de Cassaigne (Sidi Ali); Belhamiti prenait la tête d'un demi-groupe composé de Mehantal, Belkoniène, Chouarfia qui devaient se poster légèrement au sud et à l'Est des bâtiments de la gendarmerie. L'autre demi groupe sous la direction de Sahraoui Abdelkader et composé de Belkoniène Taïeb, Tehar Ahmed et Beldjilali Youssef allait par l'Ouest s'approcher de la cour extérieure de la gendarmerie. C'est à ce moment-là que survint une automobile qui stoppait devant la cour extérieure, côté est de la gendarmerie. Le demi groupe de soutien de Belhamiti se dissimula dans un fossé bordant la route. Belkoniène et Tehar de leur côté, de peur d'être surpris eux aussi, cherchèrent à se dissimuler derrière les bâtiments de la gendarmerie ; ils y retrouvèrent Saharaoui Abdelkader qui leur donna l'ordre de se porter en avant et de tirer sur les arrivants. Laurent François, conducteur du véhicule, et Mendez Jean-François, son compagnon de route, revenaient d'un bal de Mostaganem et rentraient à Picard ; sur leur route ils étaient arrêtés par monsieur Mira - gérant de la ferme Monsonégo - qui leur demanda d'alerter la gendarmerie car il était attaqué. Des coups de feu claquèrent alors mais sans les atteindre. Laurent François et Mendez Jean-François se précipitèrent donc vers Cassaigne et venaient donner l'alerte à la gendarmerie. Laurent François sonnait au portail d'entrée et tous deux attendaient qu'on leur ouvre ; ils étaient éclairés par l'ampoule électrique allumée au-dessus du portail qui faisait d'eux une excellente cible pour les tireurs embusqués. Belkoniène et Tehar, en position de tireurs immédiatement derrière la clôture en fil de fer de la gendarmerie, à une vingtaine de mètres environ de Laurent François et de Mendez Jean-François, tirèrent chacun un coup de feu. Laurent François s'écroula, mortellement atteint d'une balle à la nuque; Mendez Jean-François s'affaissa mais n'était pas atteint par la balle qui allait s'écraser près d'une meurtrière dans le mur de la gendarmerie. Un troisième coup de feu fût tiré sans atteindre sa cible. Les révolutionnaires s'enfuirent et se replièrent au lieu-dit "La pierre Zerouki". Verdict de la Cour d'Assises de Mostaganem du 24 juillet 1955 : Condamnés à la peine capitale : Belkoniène Taïeb, Tahar Ahmed et Saharoui Albdelkader. Travaux forcés à perpétuité : Belhamiti. Vingt ans de travaux forcés : Chouarfia, Belkoniène Mohamed.

### Époque de l'Algérie indépendante

#### Guerre civile algérienne
Durant la guerre civile algérienne, la ville de Sidi Ali fut touchée à deux reprises respectivement le 1er et le 3 novembre 1994. Le 1er novembre une bombe explosa au cimetière de Sidi Ali où se déroulait une cérémonie à l'occasion du déclenchement de la guerre de libération nationale, cinq enfants sont tués et 17 sont blessés, deux jours plus tard trente-six habitants de la commune sont arrêtés puis ex écutés ou brûlés par la sécurité militaire.

## Population
Les habitants appartiennent à l'ancienne tribu des Mzila, fraction des Beni Zeroual issue des berbères Maghraouas 
En 1873, la tribu de Mzila a cédé une partie de ses terres pour la création du centre coloniale Cassaigne (aujourd'hui Sidi Ali) ,.

## Démographie
Sidi Ali est la troisième commune la plus peuplée de la wilaya de Mostaganem après Mostaganem et Aïn Tedles, selon le recensement général de la population et de l'habitat de 2008, la population de la commune de Sidi Ali est évaluée à 37 230 habitants contre 7 198 en 1977:
| 1977  | 1987   | 1998   | 2008   |
| ----- | ------ | ------ | ------ |
| 7 198 | 12 308 | 31 766 | 37 230 |

## Patrimoine
Au centre du village, le jardin botanique est situé dans l’ancienne mairie.
Le Musée de la ville (ancien centre de torture) compte deux sections : un espace archéologique (pièces d'un site acheuléen) et un espace consacré à l'époque coloniale française et à la guerre d'Algérie.

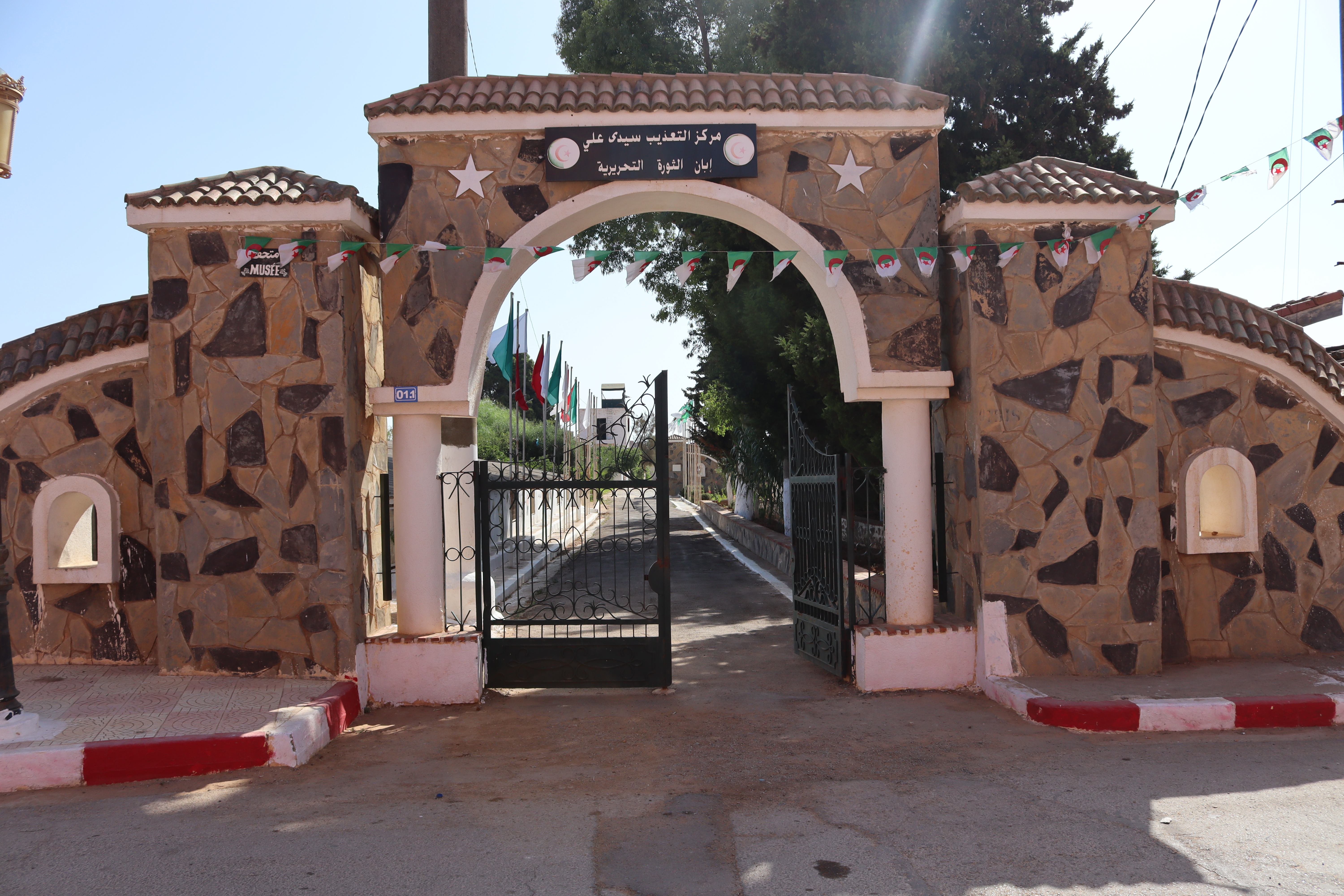
Ancien centre de torture de Sidi Ali (Mostaganem)